# Филип Томов (общественик)
 Тази статия е за мияшкият общественик.  За стружкия фолклорист вижте Филип Каваев.  
Филип Томов Огнянов е български изследовател, фолклорист и общественик, деец на Съюза на македонските емигрантски организации.

## Биография
Филип Томов е роден в дебърското село Галичник или в Селце, тогава в Османската империя, днес в Северна Македония. Емигрира в България, където му се раждат децата Македония (р.1899), Асен (1901) и Борис (1903).
Дългогодишен председател е на Галичко–Реканското благотворително братство. През септември 1934 година подписва от името на братството протестен протокол срещу Деветнадесетомайския преврат. През 1936 година публикува статия за Партений Зографски в списание „Македонски преглед“. Дългогодишен чиновник е във Върховната сметна палата и СУ „Климент Охридски“. 